# Alexandre Brod
Alexandre Semenovitch Brod (en russe : Александр Семёнович Брод), né le 19 août 1969 à Kouïbychev (actuelle Samara), est un citoyen russe, une personnalité publique, défenseur des droits de l'homme. Il est directeur du bureau de Moscou de Défense des droits de l'homme depuis 2002, membre du conseil près la présidence de la République pour le développement de la société civile et des droits de l'homme. En mars 2014, il a pris position contre le renversement de pouvoir en Ukraine à la suite d'Euromaïdan,.

## Carrière
De 2008 à 2012, il est membre de la Chambre sociale de Russie, membre du groupe de travail de la Commission législative de la Douma, ancien membre du Præsidium du Congrès juif russe,,.
Il fait ses études à l'Université d'État de Samara en faculté de philologie et de droit. Il commence sa carrière professionnelle à la télévision régionale de Samara et dans les journaux locaux. Il commence à publier en 1983.
Entre 1990 et 2002, il fonde la revue culturelle interrégionale « Tarbut » dont il devient rédacteur en chef. Il supervise également une fondation qui met en œuvre des programmes culturels et des projets liés aux droits de l'homme.
Dans ce domaine, Brod produit un spectacle intitulé « Le roi et le fou » qui évoque l'acteur Solomon Mikhoels et Benjamin Zuskin d'après la pièce d'Alexandre Borchtchagovski « Les portes du repentir » (pièce d'après le récit de Matvej Geizer). Il s'occupe encore de l'organisation de soirées à Samara pour présenter les créations de l'écrivain Viktor Chenderovitch, du cinéaste Evgueni Evtouchenko, de Youri Cherling et d'autres figures de la culture russe. Il dirige la fondation « Peuple éternel ».

## Défense des droits de l'homme
Le 27 février 2002, il crée l'ONG russe appelée « Bureau de Moscou pour les droits de l'homme ». En 2003 ce bureau reçoit une subvention des commissions européennes pour réaliser un projet de trois ans destiné à lutter contre le racisme et la xénophobie en Russie.
Depuis le 12 novembre 2012, il est membre du « Conseil près le président de la fédération de Russie pour le développement de la société civile et des droits de l'homme ». Il a été introduit dans ce conseil à la suite d'une décision personnelle du président Vladimir Poutine, à la demande d'un certain nombre de défenseurs des droits de l'homme, après une grève de la faim organisée par lui-même et ses amis.
En mars 2014, malgré la position du Bureau de Moscou des droits de l'homme, A. Brod a critiqué le changement de pouvoir en Ukraine sous la pression d'Euromaïdan et considère ces évènements comme « un coup d'État réalisé par les forces de l'opposition, radicales, néo-nazies et criminelles », comme une menace très réelle de violation des droits, un génocide de Russes. Il soutient donc l'action du président de la fédération de Russie et du Conseil de cette fédération.

## Évaluation de ses actions
A. Brod et son organisation ont été soutenus dans leurs actions, notamment par le politologue Émile Pail, par le président du centre antifasciste de Moscou Evgeni Prochetchki, par le metteur en scène Marc Rosovski. (Que ce soit avant ou après Euromaïdan).
Par contre, d'autres personnalités du monde des droits de l'homme ont critiqué ses actions. Ainsi la dissidente, Valéria Novodvorskaïa accuse Alexandre Brod d'informer et de coopérer avec le Kremlin. De son côté, Brod adresse de violentes critiques à des défenseurs des droits de l'homme de longue date tel, Sergueï Kovalev par exemple.
Dans une lettre collective adressée aux militants un certain nombre de partisans des droits de l'homme déclarent : " Nous demandons de ne pas accepter Brod comme représentant des droits de l'homme et du mouvement anti-raciste en Russie et de ne pas extrapoler vos idées à son sujet vers les autres militants ".
».
À l'automne 2012, A. Brod annonce sa décision de mener une grève de la faim (Photo: голодовку). L'objectif de cette grève est de protester contre la composition du Conseil des droits de l'homme près le président Poutine. Il arrêté toutefois la grève après 6 jours, et est inclus dans le conseil par le président Poutine. L'action de Brod a suscité des réactions mitigées dans les milieux liés aux droits de l'homme : une série de membres du Conseil intercèdent surtout en sa faveur étant donné ses actions antérieures en faveur de la cause des droits de l'homme. Selon le président de ce conseil Mikhaïl Fédotov, « à chaque problème posé au Conseil des droits de l'homme il faut répondre calmement et ne considérer comme acquises que les résolutions prises collectivement ». Le membre du Conseil, Daniil Dondourej affirme, quant à lui, qu'« une déclaration de grève de la faim, pour un tel motif, révèle l'inadéquation d'un homme à une fonction où ce même homme s'engage à défendre les droits de l'homme dans la société ».

## Récompenses et prix obtenus
En 2003, Alexandre Brod obtient le prix pour « la contribution au développement de la vie juive en Russie» de la Fédération de la communauté juive de Russie. Il est également nommé « personnalité défenseur des droits de l'homme »,
et choisi comme « Homme de l'année » (« Pour son action contre l'extrémisme et la xénophobie »).
En 2008, il reçoit la médaille d'or de la « Reconnaissance publique» « Pour sa contribution personnelle éminente au développement de la société civile et à la défense du mouvement des droits de l'homme en Russie, pour ses activités fructueuses de sensibilisation de la société ainsi que pour ses positions de haute portée morale ».